# Олкотт, Сидней
Сидней (Сидни) Олкотт (англ. Sidney Olcott (John Sidney Alcott); 1872—1949) — американский кинематографист (режиссёр, сценарист, продюсер).

## Биография
Родился 20 сентября 1872 года в Торонто.
Желая стать актером, приехал из Канады в Нью-Йорк, где работал в театре до 1904 года. В этом же году снялся в фильме киностудии Biograph Studios, с этого времени начинается отсчет его кинематографической карьеры. В течение короткого времени он был режиссёром и генеральным менеджером этой студии. В 1907 году Фрэнк Морион и Сэмюэль Лонг при финансовой поддержке Джорджа Клейна создали кинокомпанию Kalem, куда в качестве художественного руководителя, сценариста и режиссёра они пригласили Олкотта. Позже Олкотт стал президентом этой компании, получив некоторую долю её акций. В 1910 году он предложил идею проката фильмов студии Kalem за рубежом. Из-за финансовых разногласий Сидней Олкот в 1915 году покинул компанию, которая в 1916 году была приобретена киностудией Vitagraph Studios.
Затем на Восточном побережье Олкотт стал одним из основателей организации Motion Picture Directors Association, позже преобразованной в Гильдию режиссёров Америки, и через некоторое время стал её президентом. Переехав в Голливуд, он много и успешно работал в американском кинематографе.
Умер 16 декабря 1949 года. C 1915 года был женат на актрисе Валентине Грант, умершей также в 1949 году.